# The View (singolo)
The View è un singolo del cantautore statunitense Lou Reed e del gruppo musicale statunitense Metallica, pubblicato il 26 settembre 2011 come unico estratto dall'album in studio Lulu.

## Video musicale
Il video, diretto da Darren Aronofsky in bianco e nero, è stato reso disponibile il 3 dicembre 2011 e mostra Lou Reed e i Metallica eseguire una versione ridotta del brano (3:45 contro i 5:17 della versione originale) all'interno di uno studio di registrazione.

## Tracce
Testi di Lou Reed, musiche di Lou Reed e dei Metallica.
1. The View – 5:17

## Formazione
Musicisti
- Lou Reed – chitarra, continuum, voce
- Metallica
  - James Hetfield – chitarra, voce
  - Lars Ulrich – batteria
  - Kirk Hammett – chitarra
  - Robert Trujillo – basso

Produzione
- Lou Reed – produzione
- Metallica – produzione
- Hal Wilner – produzione
- Greg Fidelman – produzione, registrazione, missaggio
- Mike Gillies – registrazione
- Jim Monti – ingegneria del suono aggiuntiva
- Dan Monti – ingegneria del suono aggiuntiva
- Sara Lyn Killion – ingegneria del suono aggiuntiva
- Kent Matcke – ingegneria del suono aggiuntiva
- Geoff Neal – assistenza al missaggio
- Lindsay Chase – coordinazione al missaggio
- Vlado Meller – mastering